# Kryptoxanthine
Kryptoxanthine is een natuurlijke rode kleurstof. Ze komt voor in bloemen en wortels van planten van de soort Physalis, maar ook in sinaasappelschil, papaja, eierdooier, boter en in serum van runderbloed. Scheikundig behoort kryptoxanthine tot de carotenoïden, meer bepaald tot de xanthofyls. Het is nauw verwant aan bètacaroteen: het enige verschil is een extra hydroxylgroep. Het is oplosbaar in chloroform, benzeen, pyridine en koolstofdisulfide. Het menselijk lichaam zet kryptoxanthine om naar vitamine A, het geldt daarom als provitamine A. Het is een antioxidant en kan dus helpen om kanker te voorkomen. Het is toegelaten als voedingsadditief om te kleuren onder E-nummer E161c.